# Royas
Royas is een gemeente in het Franse departement Isère (regio Auvergne-Rhône-Alpes) en telt 305 inwoners (1999). De plaats maakt deel uit van het arrondissement Vienne.

## Geografie
De oppervlakte van Royas bedraagt 5,5 km², de bevolkingsdichtheid is 55,5 inwoners per km².
De onderstaande kaart toont de ligging van Royas met de belangrijkste infrastructuur en aangrenzende gemeenten.

## Demografie
Onderstaande figuur toont het verloop van het inwonertal (bron: INSEE-tellingen).